# 선덕여자중학교
선덕여자중학교(善德女子中學校)는 대한민국 경상북도 경주시 인왕동에 있는 사립 중학교이다.

## 학교 연혁
- 1949년 4월 26일 : 학교법인 만송교육재단 설립 인가
- 1950년 1월 24일 : 초대 최영조 교장 취임
- 1952년 1월 1일 : 계림중학교 설립 인가
- 1952년 3월 6일 : 입학식
- 1952년 3월 26일 : 개교식
- 1968년 5월 9일 : 교사 부지 인왕동 571-1에 교사 신축 허가(허가번호 88호)
- 1968년 11월 20일 : 학칙 변경(계림중학교를 선덕여자중학교로 교명 변경, 12학급)
- 1972년 12월 30일 : 교사 증축 허가(허가번호 489호)
- 1977년 5월 19일 : 교사 증축 허가(허가번호 13호)
- 1982년 6월 15일 : 별관(교실 9) 증축(82.03.9 허가 제82의 20호)
- 2004년 3월 1일 : 학급 증설(18학급)
- 2004년 4월 23일 : 제7대 최경도 재단이사장 취임
- 2016년 3월 1일 : 선진형교과교실제 전면 시행
- 2024년 2월 7일 : 제73회 졸업식(131명, 누계 11,641명)
- 2024년 3월 1일 : 강환수 교장직무대리 취임
- 2024년 3월 4일 : 입학식(신입생 130명)

## 참고 자료
- 선덕여자중학교 - 한국교육학술정보원 학교알리미